# Johannes Kathmann
Johannes Kathmann (* 1885 in Sögel; † 1971 in Coesfeld) war ein deutscher Landrat.

## Leben
Johannes Kathmann gehörte als Mitglied der Fraktion der Deutschen Zentrumspartei dem Kreistag des Kreises Coesfeld an, der am
29. September 1950 beschlussunfähig wurde, weil 13 Abgeordnete ihr Mandat niedergelegt hatten. Es war ihnen nicht gelungen, den Landrat Franz Johann Reimann wegen eines anhängigen Strafverfahrens zum Rücktritt zu bewegen. Aus diesem Grund bestellte Regierungspräsident Franz Hackethal als Aufsichtsbehörde für die Zeit vom 4. Oktober 1950 bis zum 22. Oktober 1951 den Landrat a. D. Ernst Meister zum Beauftragten „für alle Aufgaben des Kreises“.  Im Dezember 1951 wurde Johannes Kathmann zum Landrat des Kreises Coesfeld gewählt. Dieses Amt hatte er bis Dezember 1952 inne, als der Kreistag Johannes Bockholt zu seinem Nachfolger wählte.